# Megathura crenulata
Espèce
Statut de conservation UICN

 NE  : Non évalué
La megathura crenulata est un mollusque pouvant mesure jusqu'à 12,5 centimètres de long. Cette espèce comestible est répandue le long de la Californie dans les zones de marées basses.

## Sources taxonomiques
- (fr + en) ITIS : Megathura crenulata (G. B. Sowerby I, 1825)
- (en) Catalogue of Life : Megathura crenulata (Sowerby I, 1825) (consulté le 20 décembre 2020)
- (en) NCBI : Megathura crenulata (taxons inclus)
- (en) WoRMS : espèce Megathura crenulata (G. B. Sowerby I, 1825)
- (en) Animal Diversity Web : Megathura crenulata